# Direct Action (película)
Direct Action (conocida en España como Direct action: Corrupción al límite) es una película de acción, suspenso y crimen de 2004, dirigida por Sidney J. Furie, que a su vez la escribió junto a Greg Mellott, musicalizada por Adam Nordén, en la fotografía estuvo Curtis Petersen y los protagonistas son Dolph Lundgren, Polly Shannon y Donald Burda, entre otros. El filme se estrenó el 25 de mayo de 2004.

## Sinopsis
Frank Gannon, un policía experimentado, es perseguido por sus colegas luego de que se dieran cuenta que había engañado a la fraternidad, y de que puso al descubierto la corrupción federal a gran escala del Departamento de Policía de Los Ángeles. Le resta un día para acreditar su caso y mantenerse con vida.